# Calle de Flora

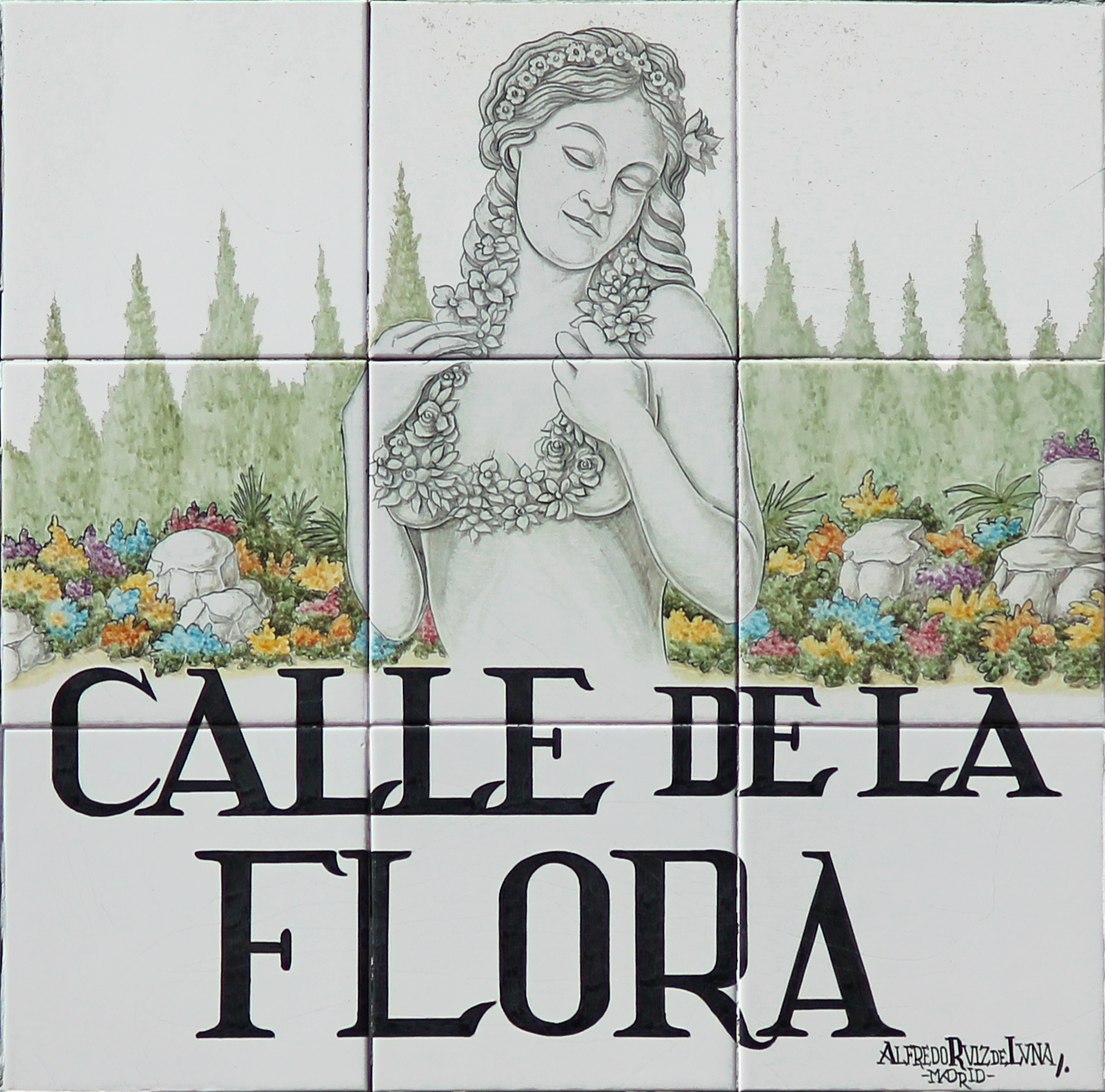
Placa de azulejos del callejero antiguo de Madrid, obra de Alfredo Ruiz de Luna González.

La calle de Flora o de la Flora es una pequeña vía urbana del barrio de Sol en el distrito Centro de Madrid. Discurre en sentido oeste-este entre la plaza de Santa Catalina de los Donados y la plaza de San Martín, junto a la plazuela de las Descalzas, entre la travesía de Trujillos y la calle de las Hileras.

## Historia

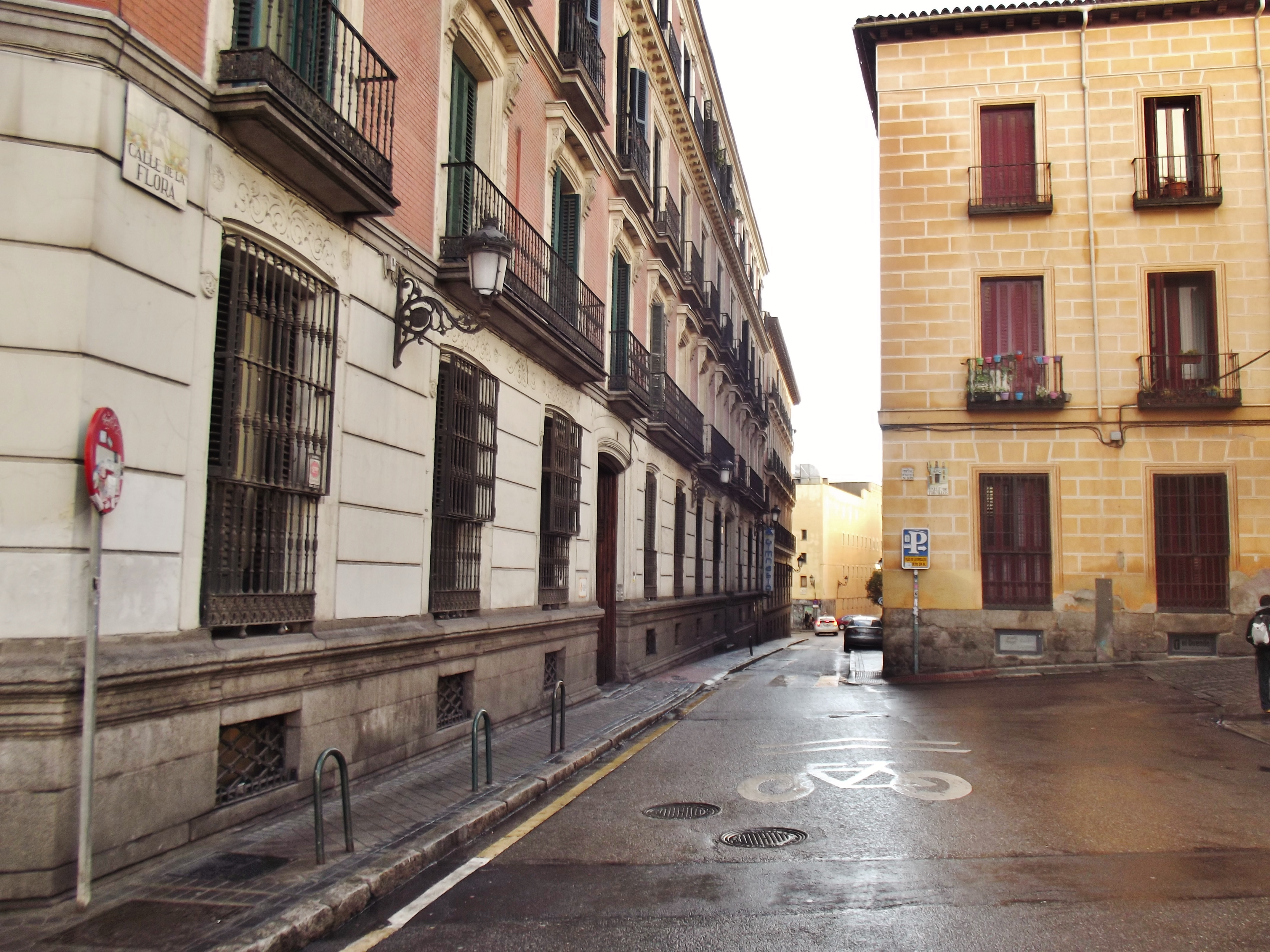
La callejuela de Flora desde la perdida plaza del Clavel, en 2017.

La menciona Mesonero Romanos como una de las callejuelas que formaron el arrabal de San Martín, y, según Gea Ortigas, puede coincidir con la vecina calle de Hita en el periodo medieval de la Villa de Madrid.
En el plano de Teixeira de 1656 aparece como calle de Santa Catalina, en el plano de Tomás López está rotulada como calle de Flor, y en el de Espinosa con el de Flora. Su trazado se describe otras veces entre los Donados y la plaza del Clavel, en la intersección de la calle de las Hileras (antes Bodega de San Martín) y la de Trujillos, antiguamente llamada calle del Clavel.
Pedro de Répide admite como posible origen de su legendario nombre la existencia en una de las casas de esta calle de una estatua, relieve o representación similar, dedicada a la diosa de la primavera se la mitología romana. Hilario Peñasco y Carlos Cambronero en su trabajo dedicado a las calles de Madrid, añaden que la supuesta imagen se encontraba en la llamada casa de los Muertos, por vivir en ella dos hermanos gemelos, de apellido «Muerto», y según otras versiones, porque los supuestos hermanos murieron el mismo día.
Otra tradición legendaria recogida por casi todos los cronistas de Madrid es que habiendo tenido aquí su palacio Flora de Nieremberg, tía del humanista jesuita Juan Eusebio Nieremberg (1595–1658).

El protagonista del cuento Los vientos de Mario Vargas Llosa reside en el número 1 de esta calle.